# 立身出世劇場
立身出世劇場（りっしんしゅっせげきじょう）は、1987年から2004年まで活動していた大阪の劇団。設立から解散まで、関秀人が代表（座長）を務めていた。
劇団名の由来は、関と親交のあった漫画家ひさうちみちおのエッセイ本「泣き笑い立身出世劇場」から。
由来の通り、泣いて笑えるコメディ、人情悲喜劇を得意とし、18年間で47本の舞台を上演。
2004年4月、「黄昏のカンガルーハイツ」下北沢駅前劇場（東京）、HEP HALL（大阪）公演を最後に解散。

## 元劇団員
- 関秀人【座長・作・演出・役者】
- 原尚子【役者・作・演出】
- 岸本奈津枝【役者】
- 彼方サトミ【役者・芸人】現在変ホ長調（お笑いコンビ）
- 今仲ひろし【役者】 - 現在ピッコロ劇団所属
- 井之上チャル【役者】現在テノヒラサイズ所属
- 山本禎顕【役者】 - 現在スクエア所属
- 村井千恵【役者】
- 浜口望海【役者】
- 小柳こずえ【役者】
- 上畑圭市【役者】 - 現在演劇集団よろずや所属

## 公演
1996
- arrivederci a domani どこにでもある話

1997
- とってもフォークな夜
- SWAP

1998
- 地上最低のショウ
- 東京のおじさん 大家族物語

1999
- らくだの人生
- 私たちの恋愛
- ペガモ星人の襲来

2000
- ラ・ヴィ・アン・ローズ
- サマー・タイム・ブルース
- ふたりでお茶を

2001
- 暗闇の丑松
- 市会議員今井陽平
- シゲの世界
- 「if」

2002
- ヤワラノホシ
- 抱寝のヅーフ

2003
- NOCTURNE
- 港町マクベス

2004
- 黄昏のカンガルーハイツ